# Schwielenwels
Der Schwielenwels (Callichthys callichthys) ist eine Süßwasserfischart aus der Familie der Panzer- und Schwielenwelse (Callichthyidae), die im nördlichen und mittleren Südamerika östlich der Anden und südlich bis zum Río de la Plata sowie auf Trinidad vorkommt.

## Merkmale
Für Schwielenwelse aus dem Igarapé Fortaleza Einzugsgebiet (Amapá, Brasilien, 38 Tiere) wird eine Gesamtlänge (TL) von 15,5 bis 21 cm und ein Gewicht von 58 bis 140 g angegeben. Schwielenwelse besitzen einen walzenförmigen, langgestreckten Körper, der auf seiner ganzen Länge eine fast gleichbleibende Körperhöhe hat, während die Körperbreite nach hinten abnimmt. Der Kopf ist breit und dorsoventral abgeflacht. Die Augen sind klein. Oberhalb der Körpermittellinie zählt man 26 bis 29 Knochenplatten, unterhalb sind es 25 bis 28 und 18 bis 23 Knochenplatten trennen die Rückenflosse von der Fettflosse. Schwielenwelse sind bräunlich, dunkelolivgrün oder dunkelgrau gefärbt und schimmern leicht bläulich oder violett. Die Flossen sind dunkel getupft und können einen orangen oder rötlichen Saum zeigen. Männchen haben für gewöhnlich kräftigere Farben und besitzen einen stärkeren Bauchflossenstachel.
- Flossenformel: Dorsale 1/6, Anale 1/5, Pectorale 1/7, Ventrale 1/5.

## Lebensweise
Schwielenwelse sind nachtaktiv und kommen in den verschiedensten Gewässertypen vor (pH-Wert 5,8–8,3), auch in sehr sauerstoffarmen. Bei Austrocknung der Gewässer können die Tiere mit Hilfe ihrer kräftigen Flossen und durch ihre Fähigkeit, mit dem Darm heruntergeschluckte Luft aufzunehmen, kurze Strecken über Land kriechen, um neue Gewässer zu finden. Schwielenwelse fressen Insekten, kleine Fische und pflanzliches Material. Zur Fortpflanzung baut das Männchen unter auf der Wasseroberfläche schwimmenden Blättern (Schwimmfarne, Riccia fluitans, Falllaub) ein Schaumnest von etwa 8 bis 10 cm Durchmesser. Dazu nimmt es, mit dem Bauch nach oben zur Wasseroberfläche schwimmend, Luft auf und spuckt die umspeichelten kleinen Bläschen anschließend unter das Nest. Nach jedem Paarungsakt transportiert das Weibchen die Eier in Rückenlage in den zusammengefalteten Bauchflossen in das Nest. Das Schaumnest wird vom Männchen bewacht. Die nach 4 bis 6 Tagen schlüpfenden Jungfische ernähren sich zunächst von Rädertierchen, später von kleinen Krebstieren und Insekten.

## Systematik
Der Schwielenwels wurde bereits 1758 durch Carl von Linné, der Begründer der modernen Taxonomie, in seiner Systema Naturae als Silurus callichthys, beschrieben. Er ist die Typusart der Gattung Callichthys, die 1777 von dem österreichischen Naturforscher Giovanni Antonio Scopoli aufgestellt wurde, und die lange Zeit monotypisch blieb, tatsächlich aber einen Schwarm sehr ähnlicher Arten darstellt. Bis heute (Mitte 2015) wurden drei weitere gültige Arten beschrieben, 1999 Callichthys fabricioi aus dem Einzugsgebiet des Río Cauca in Kolumbien, 2004 Callichthys serralabium aus dem oberen Orinoko in Venezuela und dem oberen Rio Negro im nördlichen Brasilien und 2006 Callichthys oibaensis aus dem Río Magdalena, ebenfalls in Kolumbien.